# ایران تیمورتاش
ایران‌دخت تیمورتاش (۱۲۹۱-۱۳۷۰) از شاعران مشهور بجنورد و وابسته فرهنگی و مطبوعاتی سفارت ایران در فرانسه بود که با کینه ورزی و نفوذ بسیار، مخالفین پدرش عبدالحسین تیمورتاش، یعنی دکتر احمدی و فعالان دیگر زمان رضاشاه را به محاکمه کشاند.

## زندگی

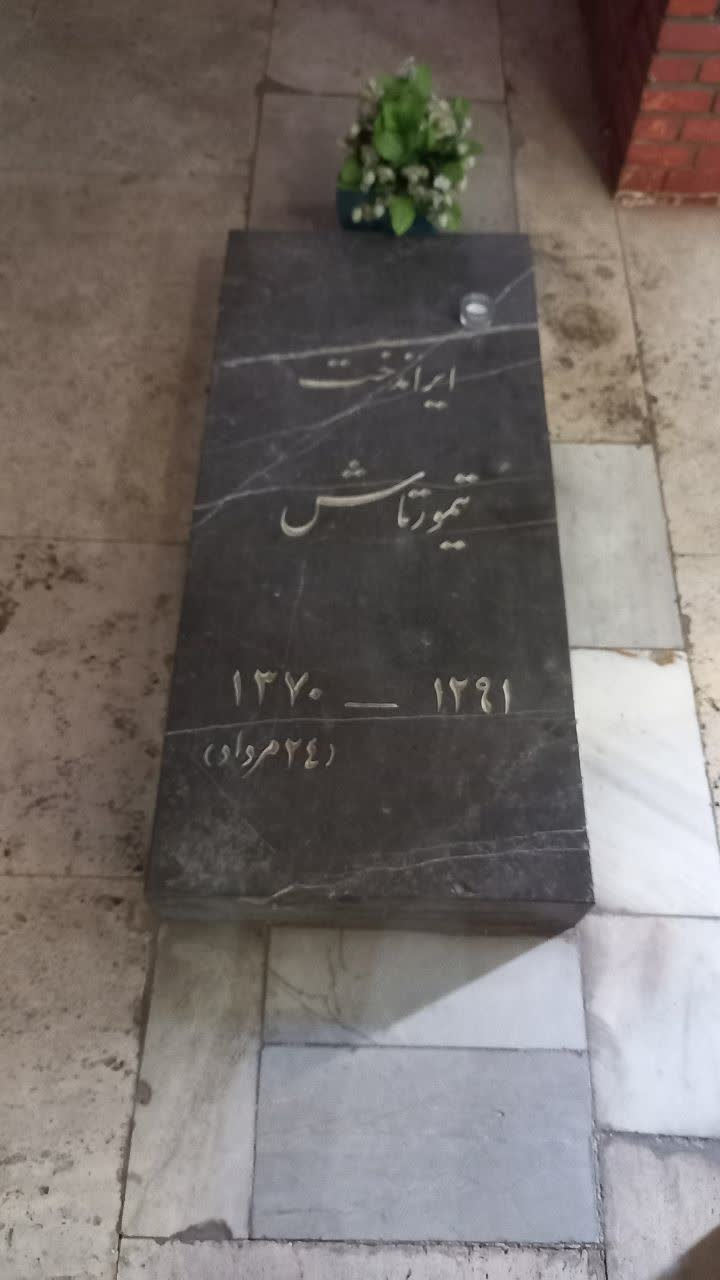
مزار ایراندخت تیمورتاش

ایران‌دخت فرزند اول عبدالحسین تیمورتاش است که در سال ۱۲۹۱ خورشیدی در نردین زاده شد. وی در تهران رشد کرد و در دوران تحصیل از دانش آموزان ممتاز مدرسه «ناموس» بود سپس برای ادامه تحصیل به فرانسه رفت و از دانشگاه سوربن این کشور دکترای فلسفه گرفت. وی در سال ۱۳۵۵ به سمت وابسته فرهنگی و مطبوعاتی سفارت ایران در فرانسه منصوب شد. ایراندخت از شاعران مشهور بجنورد محسوب می‌گردید و سرانجام در سال ۱۳۷۰ ه‍.ش در پاریس درگذشت. عمه او «دکتر بدری تیمورتاش» اولین بانوی دندان پزشک ایران است که تحصیلاتش را در بلژیک در رشتهٔ دندان پزشکی به پایان برد و سال‌ها در ایران در رشته خود به فعالیت پرداخت و از بنیانگذاران دانشکده دندانپزشکی مشهد است.

## خون خواهی پدر
مسعود بهنود در کتاب سه زن شرح زندگی «مریم فیروز»، «اشرف پهلوی» و «ایران تیمورتاش» می‌نویسد: یگانه دختر عبدالحسین تیمورتاش برخلاف پسرانش، علی‌رغم اصرارهای «محمدرضا پهلوی» در جهت دلجویی از آنها، نه تنها رغبتی برای حضور مجدد در دربار از خود نشان نداد که حتی برادرانش را نیز به بی غیرتی متهم و آنها را سرزنش می‌کرد.
در شهریور ۱۳۲۰ که اوضاع دگرگون شد پزشک احمدی (از معروفترین چهره‌های شکنجه‌گر در دوران حکومت پهلوی بود که با تزریق آمپول هوا و آمپولهای سمی مخالفان و منتقدان حکومت را به قتل می‌رساند) به کشور عراق گریخت ولی به وسیله مأمورین عراقی دستگیر و به مقامات ایران تحویل گردید. به گفته مسعود بهنود: پس از سرنگونی رضاخان و فرار پزشک احمدی، «ایران تیمورتاش» در جهت گرفتن انتقام خون پدرش به صورت ناشناس به بغداد رفت و جلاد رضاخان، معروف به پزشک احمدی - که در این شهر به شغل رمالی و دعا نویسی مشغول بود - را پیدا کرد، سرانجام نیز با ممارست بسیار از طریق سفارت ایران در بغداد، «پزشک احمدی» را به ایران آورده و به محاکمه کشاند.

## همبازی‌های ایران‌دخت
اگر چه بنا بر روایت «حسین فردوست» عبدالحسین تیمورتاش با بهره‌گیری از موقعیت شغلی اش فرزندان خود را به دربار پهلوی برد تا به عنوان دوست و همبازی در خدمت فرزندان رضاشاه باشند. آنان در سال‌های آغازین سلطنت رضاخان همین نقش را ایفا می‌کردند. اما با بزرگتر شدن بچه‌های رضاخان و آغاز دوران بلوغ آنان، بچه‌های تیمورتاش نیز که پا به دوران بلوغ گذاشته بودند، صاحب نقشی پر رنگ تر در زندگی محمدرضا و اشرف پهلوی شدند، به طوری که ایران تیمورتاش، دختر عبدالحسین تیمورتاش مورد توجه محمدرضا پهلوی قرار می‌گیرد و اشرف پهلوی نیز دل به پسرش، یعنی هوشنگ تیمورتاش می‌بندد. اما با فروپاشی اقتدار عبدالحسین تیمورتاش و بازداشت و محاکمه او به اتهام جاسوسی برای شوروی و سرانجام محاکمه و قتل وی در زندان قصر، پای فرزندان تیمور تاش از دربار پهلوی بریده شد و تنها یاد و خاطره آنان در ذهن محمدرضا و اشرف ماند. به طوری که محمدرضا پهلوی در خاطرات خود «ایران تیمورتاش» را اولین زنی که به او دل بسته بود و آرزوی دستیابی به وی را داشت، معرفی می‌کند.

## خانواده
- عبدالحسین تیمورتاش (پدر) (تولد ۱۲۶۱ - درگذشت ۹ مهر ۱۳۱۲ زندان قصر)
- صغری سلطان خانم سرورالسلطنه (مادر) (تولد ۱۲۷۴ - درگذشت ۱۳۳۳)
- مهرپور تیمور تاش (برادر) (درگذشت بعد از شهریور ۱۳۲۰ در یک تصادف اتومبیل)
- منوچهر تیمورتاش (برادر) (تولد ۱۲۹۰ - درگذشت ۱۳۶۹ ایالات متحده)
- امیرهوشنگ تیمورتاش (برادر) (درگذشت ۱۳۶۵)